# Abbone di Fleury
Abbone di Fleury, conosciuto anche come Sant'Abbo o in latino Abbo Floriacensis (Orléans, 945 – La Réole, 13 novembre 1004), è stato un abate, filosofo e poligrafo francese ed è ricordato inoltre per i suoi studi di matematica, diritto canonico e astronomia. È venerato come santo dalla Chiesa cattolica.

## Biografia
Monaco dell'abbazia di Ramsey  (Cambridgeshire) dall'autunno 985 alla primavera 987, approfondì i suoi studi a Parigi e a Reims dove ebbe come insegnante Gerberto di Aurillac; divenne abate dell'abbazia di benedettina di Fleury (oggi Saint-Benoît-sur-Loire) nel 988, ed è probabilmente qui che ebbe come discepolo Ansello. Pertanto prese parte ai concili di Saint-Basle del 991 e di Reims del 995. Morì in seguito alle ferite riportate in uno scontro tra francesi e guasconi nel 1004. Fu sempre legato alla dinastia dei Capetingi. Ebbe come allievo Helgaud, autore di una Vita Roberti.

## Scritti e pensiero
Il biografo Aimoino di Fleury cita tra i suoi scritti il trattato sulla dialettica De propositionibus et syllogismis, il Computus vulgaris qui dicitur Ephemerida Abbonis, le Quaestiones grammaticae, un commento al Calculus di Vittorio d'Aquitania e l'Apologeticus.
Per Abbone, lo studio delle sette arti liberali vale come guida alla verità divina, che tuttavia per sua natura resta irraggiungibile; se è utile lo studio delle verità di questa terra, delle cose visibili, ancor più sarà utile e necessario lo studio di ciò che a questa terra non appartiene, ossia delle cose invisibili. La filosofia deve mirare a comprendere la perfezione di Dio attraverso la percezione dell'armonia della creazione divina.

### L'Apologeticus
Abbone era molto legato ai Capetingi, tanto che dedicò al re Ugo Capeto la sua opera più importante, l'Apologeticus, nome completo del Liber apologeticus ad Hugonem et Robertum reges Francorum, scritto intorno al 998. In questa opera l'abate sostiene, allo scopo di difendere i privilegi degli ordini monastici, che la società debba essere considerata come suddivisa in tre ordini, tre ceti in cui si suddivideva la cristianità: monaci, chierici e laici (quest'ultimo suddiviso ulteriormente in militari e contadini). I monaci, con la preghiera intercedono presso Dio, i chierici – preti e vescovi - si dedicano allo studio e all'organizzazione della Chiesa, i nobili provvedono alle necessità della guerra e della pace, mentre i contadini devono provvedere con il loro lavoro a mantenere tutte le altre classi.
Abbone sostenne anche la tesi di un potere assoluto da riservare al papa - la plenitudo potestatis – in contrasto con l'opinione, al suo tempo prevalente, che identificava nel papa il primo dei vescovi, ma detentore del solo potere religioso.
Nell'Apologeticus narra altresì, a proposito della fine del mondo che sarebbe dovuta avvenire nell'anno 1000, di aver sentito «...predicare in una chiesa di Parigi che alla fine dell'anno mille sarebbe sopraggiunto l'Anticristo, e il giudizio universale. Respinsi con forza l'affermazione appoggiandomi al Vangelo, all'Apocalisse e al Libro di Daniele».

## Culto
La sua Memoria liturgica cade il 13 novembre.
(Martirologio Romano)

## Opere
- Patrologia latina, 139.